# Arenero (tauromaquia)

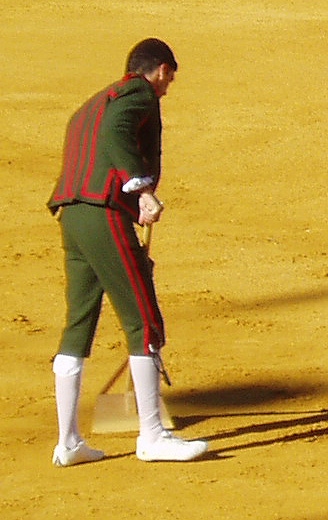
Arenero durante una corrida goyesca en la plaza de toros de El Puerto de Santa María.

El arenero es el mozo encargado de limpiar y mantener en buenas condiciones la superficie de las plazas de toros. Forma parte del personal de la plaza y desfila en el paseo de cuadrillas, justo al final. Una vez que saludan a la presidencia, se ponen inmediatamente a alisar con sus rastrillos los desperfectos que los caballos de picadores y alguaciles, y las mulillas, hayan podido dejar en la arena durante el paseíllo protocolario. Se retiran durante la celebración de la lidia y ya no aparecen hasta después de que cada toro caiga muerto, para alisar la arena removida por el arrastre de los toros, y cubrir los despojos o detritos de caballos y astados, así como los restos de sangre que pudiese haber.

## Historia
Antes de que las corridas se celebrasen en plazas construidas, ya era necesario el concurso de los areneros en las plazas públicas, para limpiar de peligros y obstáculos el suelo donde se celebraba el festejo. Esta función de arreglar la arena se mantuvo después, con la aparición de los cosos permanentes en el siglo XVIII y, ya desde los primeros reglamentos taurinos, se especifica con todo detalle su cometido y la obligación de que las plazas tuviesen dispuesto en el callejón un depósito de arena, varias espuertas y dos mozos para realizar la labor con premura. En aquellos tiempos, el concurso de los areneros era aún más frecuente, por la muerte de numerosos caballos.